# بوصير طرابلسي
البوصير الطرابلسي (باللاتينية: Verbascum tripolitanum) نوع نباتي يتبع جنس البوصير من الفصيلة الغدبية.

## الموئل والانتشار
موطنه بلاد الشام والمغرب العربي وتركيا.